# ハカン・バルタ
ハカン・カディル・バルタ（Hakan Kadir Balta, 1983年3月23日 - ）は、西ベルリン（現ドイツ・ベルリン）出身の元トルコ代表サッカー選手。現役時代のポジションはDF。

## クラブチーム
2003年、ヘルタ・ベルリンのリザーブチームからマニサスポルに移籍。ここで彼は初のプロデビューを果たす。
2007年9月、トルコの名門、ガラタサライSKへの移籍が決定。このシーズンの最後のゴールで、彼はリーグ優勝を決定づけるゴールを見せ、スュペル・リグ制覇を果たした。さらに、2011-12シーズンでもリーグ制覇に貢献。現在でも、ガラタサライの中心選手としてチームに貢献している。

## 代表歴
代表デビューを果たしたのは、2006年4月のアゼルバイジャン戦でのことだった。しかし、その後はUEFA EURO 2008予選まで呼ばれることはなかった。
その後再び代表に招集され、UEFA EURO 2008本選にも出場。トルコをベスト4へ導いた。フース・ヒディンク監督のもとでも信頼を勝ち取り、UEFA EURO 2012予選にも出場した。

## 所属クラブ
- マニサスポル 2003-2007
- ガラタサライSK 2007-2018

## 個人成績

### 代表での得点
| # | 年月日        | 開催地                 | 対戦国     | 勝敗  | 試合概要           |
| - | ------------- | ---------------------- | ---------- | ----- | ------------------ |
| 1 | 2008年5月20日 | ビーレフェルト、ドイツ | スロベニア | ○ 1-0 | 国際親善試合       |
| 2 | 2011年10月7日 | イスタンブール、トルコ | ドイツ     | ● 1-3 | UEFA EURO 2012予選 |

## タイトル

### クラブ
ガラタサライSK
- スュペル・リグ：5回 (2007-08, 2011-12, 2012-13, 2014-15, 2017-18)
- テュルキエ・クパス：2回 (2013-14, 2014-15)
- TFFスュペル・クパ：4回 (2008, 2012, 2013, 2015)